# Hiob (Akiaszwili)
Hiob, imię świeckie Elgudża Akiaszwili (ur. 25 maja 1960 w Sno) – gruziński duchowny prawosławny, od 2000 metropolita Mrowi i Urbnisi.

## Życiorys
19 stycznia 1988 otrzymał święcenia diakonatu, a 27 maja tegoż roku – prezbiteratu. 17 maja 1992 przyjął chirotonię biskupią. 28 listopada 2000 podniesiony został do godności metropolity.